# Sparatoria nella scuola media di Westside
La sparatoria alla Westside Middle School è stata una sparatoria di massa avvenuta il 24 marzo 1998, presso la Westside Middle School nella contea senza personalità giuridica di Craighead, nell'Arkansas, vicino alla città di Jonesboro. Mitchell Johnson, 13 anni, e Andrew Golden, 11 anni, hanno aperto il fuoco sulla scuola uccidendo cinque persone con più armi, ed entrambi sono stati arrestati mentre tentavano di fuggire dalla scena. Altre dieci persone sono rimaste ferite.